# Tháp Phú Diên
Tháp Phú Diên hay còn gọi là tháp Mỹ Khánh là một cụm tháp Chăm cổ nằm ở thôn Mỹ Khánh, xã Phú Diên, huyện Phú Vang, thành phố Huế, có niên đại vào thế kỷ thứ 8. Đây được coi là công trình cổ nhất trong số tháp Chăm còn tồn tại dọc theo dải đất miền Trung Việt Nam.
Cuối tháng 6 năm 2022, tháp Phú Diên được Tổ chức Kỷ lục Việt Nam và Liên minh Kỷ lục Thế giới đồng thời xác lập hai kỷ lục bao gồm tháp Chăm cổ chìm sâu dưới cồn cát ven biển được khai quật, bảo tồn đầu tiên tại Việt Nam và thế giới.

## Lịch sử
Theo nghiên cứu của các nhà khảo cổ học, tháp Phú Diên thuộc nhóm tháp lùn trong nghệ thuật kiến trúc Chăm Pa. Đây là nhóm tháp khởi đầu của kiến trúc tôn giáo Chăm Pa trước khi chuyển sang kiểu kiến trúc vật liệu bền vững. Tháp có niên đại vào khoảng thế kỷ thứ 8, sớm nhất trong lịch sử kiến trúc tháp Chăm hiện nay, đồng thời là công trình cổ nhất trong số tháp Chăm còn tồn tại dọc theo dải đất miền Trung Việt Nam.

## Khám phá
Sáng ngày 18 tháng 4 năm 2001 tại bờ biển xã Phú Diên, huyện Phú Vang, tỉnh Thừa Thiên Huế, một nhóm công nhân khai thác titan của công ty khoáng sản Thừa Thiên Huế đã phát hiện một công trình kiến trúc bằng gạch nằm sâu dưới lòng cát. Bộ trưởng Bộ Văn hóa - Thông tin (nay là Bộ Văn hóa, Thể thao & Du lịch) Nguyễn Khoa Điềm sau đó đã đề nghị cơ quan chức năng phong tỏa khu vực để bảo vệ nguyên trạng. Quá trình khai quật được tiến hành từ ngày 5 tháng 9 đến ngày 23 tháng 9 năm 2001. Khi được phát hiện, tháp nằm sâu dưới lòng cát từ 5 đến 7 mét, thấp hơn mực nước biển 3 đến 4 mét và cách mép nước biển 120 mét.

## Cấu tạo
Kết quả khai quật khảo cổ cho thấy, tháp Phú Diên có dạng hình chữ nhật. Nhìn từ bên ngoài, tháp có 1 bệ thờ và 4 cửa. Cửa chính quay mặt ra Biển Đông, cửa hướng đông đã bị sụp đổ một bên. Còn lại là 3 cửa giả có cùng kích thước và kiểu dáng. Phần mặt bằng đáy tháp dài 8,22 mét, rộng 7,12 mét, càng lên cao càng thu nhỏ dần. Chiều cao tháp dao động từ 3,1 đến 3,26 mét, do hệ quả của bị lún nghiêng. Đế tháp có hình chữ nhật cắt góc, cao 0,29 mét với 4 lớp gạch xây kín. Chân tháp cao 1,25 mét, thân tháp cao 1,36 mét. Phần bên trong của tháp dài 3,9 mét, rộng 3,3 mét, ở giữa là bệ thờ cao 0,73 mét, trên bệ có yoni bằng đá sa thạch. Ở phía trước cửa chính của tháp có một bệ thờ bằng gạch hình khối vuông khít nhau, cao 1,4 mét, dài 1,38 mét, chính giữa đục một lỗ tròn đường kính 0,19 mét. Theo các nhà khoa học, đây có thể là nơi từng đặt tượng thờ.
Dù trải qua khoảng thời gian dài nhưng tháp Phú Diên vẫn có màu gạch đỏ hồng và xốp. Theo nghiên cứu, gạch được làm từ đất sét và nung trong nhiệt độ thấp dưới 800 – 900 độ C. Tháp được xây bằng kĩ thuật mài chập kết hợp nhớt cây ô dước cùng với nước để tạo sự kết dính. Tại khu vực khai quật, các nhà khoa học còn phát hiện một số đồ cúng tế. So với các tháp Chăm khác thì các họa tiết của tháp Phú Diên mang tính cách điệu và sơ khai hơn, dẫn đến phỏng đoán đây có thể là một tháp có từ rất sớm. Kết quả phóng xạ carbon sau đó cho thấy tháp được xây dựng từ đầu thế kỷ thứ 8, thuộc thời kỳ chuyển tiếp giữa phong cách kiến trúc cổ Mỹ Sơn E1 sang phong cách kiến trúc tháp Hòa Lai.

## Bảo tồn
Ngay sau khi phát hiện công trình, vào tháng 12 năm 2001, Bộ Văn hóa - Thông tin đã ra quyết định xếp hạng di tích tháp Phú Diên là di tích quốc gia. Tháng 10 năm 2005, Bộ Văn hóa - Thông tin và Ủy ban nhân dân tỉnh Thừa Thiên Huế phê duyệt dự án trùng tu tháp với kinh phí gần 4 tỉ đồng, giao Phân viện Khoa học công nghệ xây dựng miền Trung thực hiện các hạng mục trùng tu. Đến tháng 5 năm 2007, dự án trùng tu hoàn thành. Hiện nay, tháp Phú Diên đang được bảo tồn trong một nhà kính nhằm hạn chế tác động từ môi trường tự nhiên.
Cuối tháng 6 năm 2022, tháp Phú Diên được Tổ chức Kỷ lục Việt Nam và Liên minh Kỷ lục Thế giới xác lập hai kỷ lục bao gồm tháp Chăm cổ chìm sâu dưới cồn cát ven biển được khai quật, bảo tồn đầu tiên tại Việt Nam và thế giới.